# 유사랑
유사랑(1984년 2월 3일 ~)은 대한민국의 재즈 음악가이다.

## 음반
- 2015년 앨범 《My Way》

2019년 앨범 [Let Me Cry] 유사랑 CCM 싱글앨범